# Cadorna-Klasse
Die Cadorna-Klasse war eine Klasse von zwei Leichten Kreuzer der Königlich Italienischen Marine, die Anfang der 1930er Jahre gebaut wurde und im Zweiten Weltkrieg und teilweise danach zum Einsatz kam.

## Geschichte
Diese beiden Schiffe stellten eine leichte Verbesserung der Kreuzer Alberto-di-Giussano-Klasse dar, mit der sie den Anfang des sogenannten Condottieri-Typs bildeten. Sie zeichneten sich durch ihre hohe Geschwindigkeit aus, die durch eine sträfliche Vernachlässigung der Panzerung erreicht werden konnte. Die folgenden drei Klassen (Montecuccoli-Klasse, Duca-d’Aosta-Klasse, Duca-degli-Abruzzi-Klasse; jeweils zwei Leichte Kreuzer) stellten bis 1937 vor allem im Bereich der Panzerung eine kontinuierliche Verbesserung der Alberto-di-Giussano- bzw. Cadorna-Klasse dar. Die Höchstgeschwindigkeiten konnten durch verbesserte Antriebsanlagen gehalten werden, nur bei der Abruzzi-Klasse machte man für die zusätzliche Panzerung kleinere Zugeständnisse bei der Geschwindigkeit.

## Einheiten
| Name          | Bauwerft                                 | Kiellegung         | Stapellauf         | Indienststellung | Verbleib                                                                                 |
| ------------- | ---------------------------------------- | ------------------ | ------------------ | ---------------- | ---------------------------------------------------------------------------------------- |
| Luigi Cadorna | Cantieri Riuniti dell' Adriatico, Triest | 19. September 1930 | 30. September 1931 | 11. August 1933  | Außerdienststellung 1. Mai 1951                                                          |
| Armando Diaz  | Odero-Terni-Orlando, La Spezia           | 28. Juli 1930      | 17. Juli 1932      | 29. April 1933   | versenkt am 25. Februar 1941 durch das brit. U-Boot HMS Upright, bei den Kerkenna-Inseln |

## Technische Beschreibung

### Rumpf
Der Rumpf eines Kreuzers der Cadorna-Klasse, unterteilt in wasserdichte Abteilungen, war über alles 169,01 Meter lang, 15,5 Meter breit und hatte bei einer Einsatzverdrängung von 7.727 Tonnen (Armando Diaz: 7.309 t) einen Tiefgang von 5,18 Metern.

#### Panzerung
Der Panzerschutz setzte sich aus einem 24 mm starken Gürtelpanzer sowie einem 20 mm starken Panzerdeck zusammen. Der Gefechtsstand, also die kleine Befehlszentrale im Brückenaufbau, von der im Notfall die wichtigsten Schiffssysteme gesteuert werden konnten, hatte einen Schutz von 40 Millimeter und die Türme der Hauptartillerie 23 Millimeter Stahl erhalten.

### Antrieb
Der Antrieb erfolgte durch sechs ölbefeuerte Dampferzeuger des Yarrow-Typs und zwei Parsons-Getriebeturbinensätze, mit denen eine Gesamtleistung von 95.000 PS (68.872 kW) erreicht wurde. Diese gaben ihre Leistung an zwei Wellen mit je einer Schraube ab. Die Höchstgeschwindigkeit betrug 37 Knoten (69 km/h) und die maximale Fahrstrecke 2.930 Seemeilen (5.426 km) bei 16 Knoten, wofür 1.090 Tonnen Schweröl gebunkert werden konnten.

### Bewaffnung

#### Artillerie
Die Artilleriebewaffnung bestand aus acht 15,2-cm-Geschützen mit Kaliberlänge 53 Modell 1929 von OTO in vier Doppeltürmen. Diese Geschütztürme waren in Schiffssmittellinie, je ein Paar vor bzw. auf dem Brückenaufbau und hinter bzw. auf dem achteren Deckshaus, in sog. überfeuernder Endaufstellung, postiert.

#### Flugabwehr

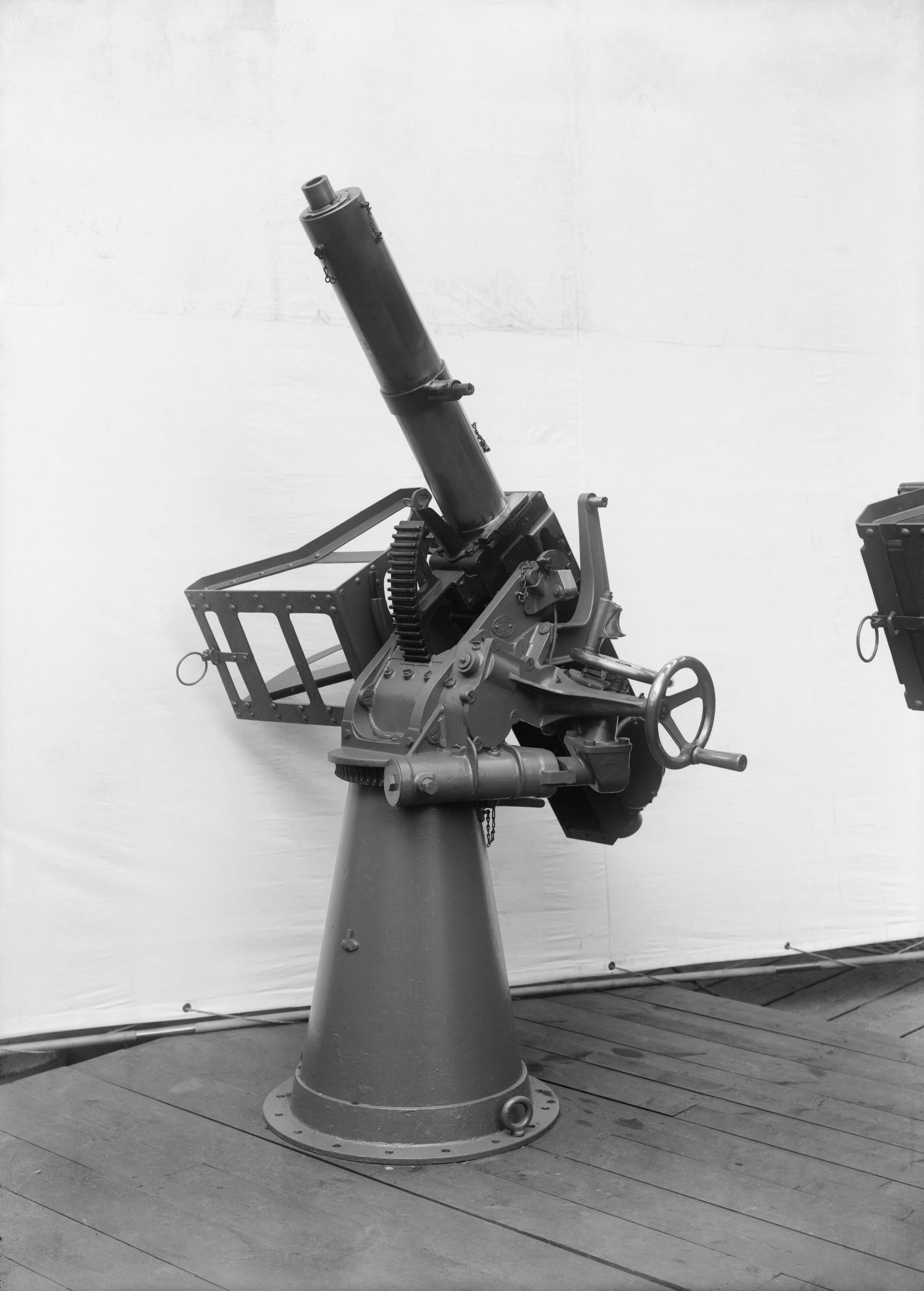
Britisches Flugabwehrgeschütz QF 2-Pfünder (4-cm-MK), ähnlich wie ihn die Italienische Marine verwendete.

Zur Flugabwehr waren sechs 10-cm-Geschütze in Kaliberlänge 47 von OTO in Doppellafetten zwischen dem ersten und zweiten Schornstein vorhanden. Des Weiteren zwei 4-cm-Maschinenkanonen in Einzellafetten und acht 13,2-mm-Maschinengewehre Breda Modell 1931 ebenfalls in Doppellafetten.

#### Torpedos
Die Torpedobewaffnung bestand aus zwei, schwenkbaren, Zweifachtorpedorohrsätzen im Kaliber 53,3 cm, welche Torpedos des Typs Si 270/533.4 x 7.2 "M" verschossen. Diese waren beiderseits des vorderen Schornsteins untergebracht.

## Besatzung
Die Besatzung hatte eine Stärke von 507 Offizieren, Unteroffizieren und Mannschaften.